# 博士（教育学）
博士（教育学）（はくし きょういくがく）は、博士の学位であり、教育学（博物館学、図書館学、体育学などを含む）に関する専攻分野を修めることによって、1991年以降に日本で授与されるものである。
1991年以前の日本では、教育学博士（きょういくがくはくし）という博士の学位が授与されていた。教育学博士は、1956年に学位規則で定められた17種類の博士のうちの1つである。
現在では、従来の教育学博士が対象としていた研究領域は、「博士（教育学）」の他に、「博士（身体教育学）」、「博士（学校教育学）」、「博士（日本語教育学）」などに細分化されている。
英語圏においては、各国による学位制度に違いがあるものの、Doctor of Philosophy in Education (Ph.D. in Education) あるいはDoctor of EducationやDoctor of Pedagogyが、博士（教育学）に相当する。